# Vladimir Pribylovski
Vladimir Valerianovitch Pribylovski (en russe : Владимир Валерианович Прибыловский), né à Moscou (Union soviétique) le 6 mars 1956 et mort dans cette ville le 13 janvier 2016, est un politologue, historien et journaliste russe, connu comme défenseur des droits de l'homme.

## Biographie
En 1981, Vladimir Pribylovski obtient un diplôme d'historien-médiéviste à l'Université d'État de Moscou. Spécialiste de l'histoire Byzantine, il publiera une série d'articles sur Byzance à la fin du Ve et au début du VIe siècle.
Entre 1979 et 1982, il sera proche du groupe clandestin dit des « Jeunes socialistes » (qui comprenait, entre autres, le sociologue dissident Boris Kagarlitsky, son collègue historien Pavel Koudioukine) démantelé par le KGB en avril 1982. Pribylovsky était chargé d'imprimer et de faire circuler dans l'université les journaux samizdat du groupe - Levyï povorot (« Tournant à gauche ») et Varianty (« Variantes »).
À partir de 1982, il est publié dans la presse émigrée russe (La Pensée russe, Kontinent, Sintaksis, Strana i mir, Possev, jusqu'en 1989, sous les initiales « V.P. »)
En automne 1981, il devient guide au musée d'histoire de la « Nouvelle Jérusalem », dans la région moscovite. Promu au rang d'attaché de recherche, il est contraint de démissionner en décembre 1987 à la suite d'un conflit avec l'administration, après quoi il travaille jusqu'en 1991 comme gardien de nuit dans un entrepôt du quartier de Fili.
Entre 1987-89, il fait partie au Club des Initiatives Sociales (KSI). Entre avril 1988 et mai 1990, il édite, avec Viatcheslav Igournov, Sergueï Mitrokhine et d'autres, le journal samizdat Khronograf, et fonde le Bureau Public Moscovite d'Échange d'Informations (M-BIO), qui finira par devenir l'Institut international des études en sciences humaines et sociales (IGPI).
Interpellé à la suite d'un meeting non autorisé organisé par le parti Union Démocratique sur la Place Pouchkine le 21 août 1988, il est condamné le 23 août à une peine administrative.
En octobre 1993, il devient l'un des initiateurs de la création du mouvement « Russie subtropicale », en mars 1994, il est élu membre du conseil de coordination et chef de file du mouvement. À la suite du refus du comité électoral russe d'enregistrer la Russie subtropicale, jugeant le programme du mouvement « non conforme à la loi sur la préservation de l'environnement », Vladimir Pribylovski se présente aux élections législatives de 1995 sur la liste des candidats du « Parti des amateurs de bière » (PLP), mais ne sera pas élu.
En avril 1989, il devient membre de la rédaction du journal moscovite Panorama, puis devient l'un des fondateurs officiels du journal lors de son enregistrement en 1990. Début 1993, il devient président du centre d'études et d'informations portant le même nom.
Entre novembre 2005 et sa mort, Vladimir Pribylovski dirige le site Anticompromat.org, annuaire des personnalités politiques de Russie présentant des dossiers «pro» et «contra» sur chacune d'entre elles.
En mai 2007, il fait partie d'un comité d'action pour la candidature de Vladimir Boukovski au poste de président de Russie.
Le 31 mai 2007, le parquet de Moscou a conduit une perquisition dans l'appartement de Vladimir Pribylovski dans le cadre d'une enquête faisant suite à la publication sur le site Anticompromat de procès-verbaux d'interrogatoires de témoins dans l'affaire de l'assassinat, en avril 2005, de l'ancien responsable de la Direction du FSB de Moscou, Anatoly Trofimov, et de sa femme. Lors de la perquisition, deux ordinateurs, ainsi qu'une dizaine de disquettes et CD, comportant, entre autres, des brouillons du livre La corporation Poutine, qu'il écrivait à l'époque avec Yuri Felshtinsky. Le matériel informatique et les supports de données lui seront restitués fin août 2007.
Vladimir Pribylovsky est l'auteur de nombreux ouvrages dénonçant le président russe Vladimir Poutine et sa politique autoritaire, notamment La corporation Poutine ou L'âge des assassins. En 1990, il publie sa traduction en russe de La Ferme des animaux de George Orwell.
En 2010, il est un des signataires d'une pétition demandant le départ du pouvoir de Vladimir Poutine.
Le 12 janvier 2016, le corps de l'écrivain russe est retrouvé dans la cuisine de son domicile moscovite. Selon des informations préliminaires, Pribylovski est mort le 10 janvier. La cause probable du décès est un AVC alors qu'il venait de boire son café. Son ancienne épouse, Milana Bogdanova, déclare aussi qu'il souffrait de diabète.
La cérémonie d'adieu a lieu le 16 janvier 2016 à l'Institut central de traumatologie. Son corps, selon ses dernières volontés, est incinéré et son urne est déposée au cimetière Khovanskoïé de Moscou.